# Institut Courtauld

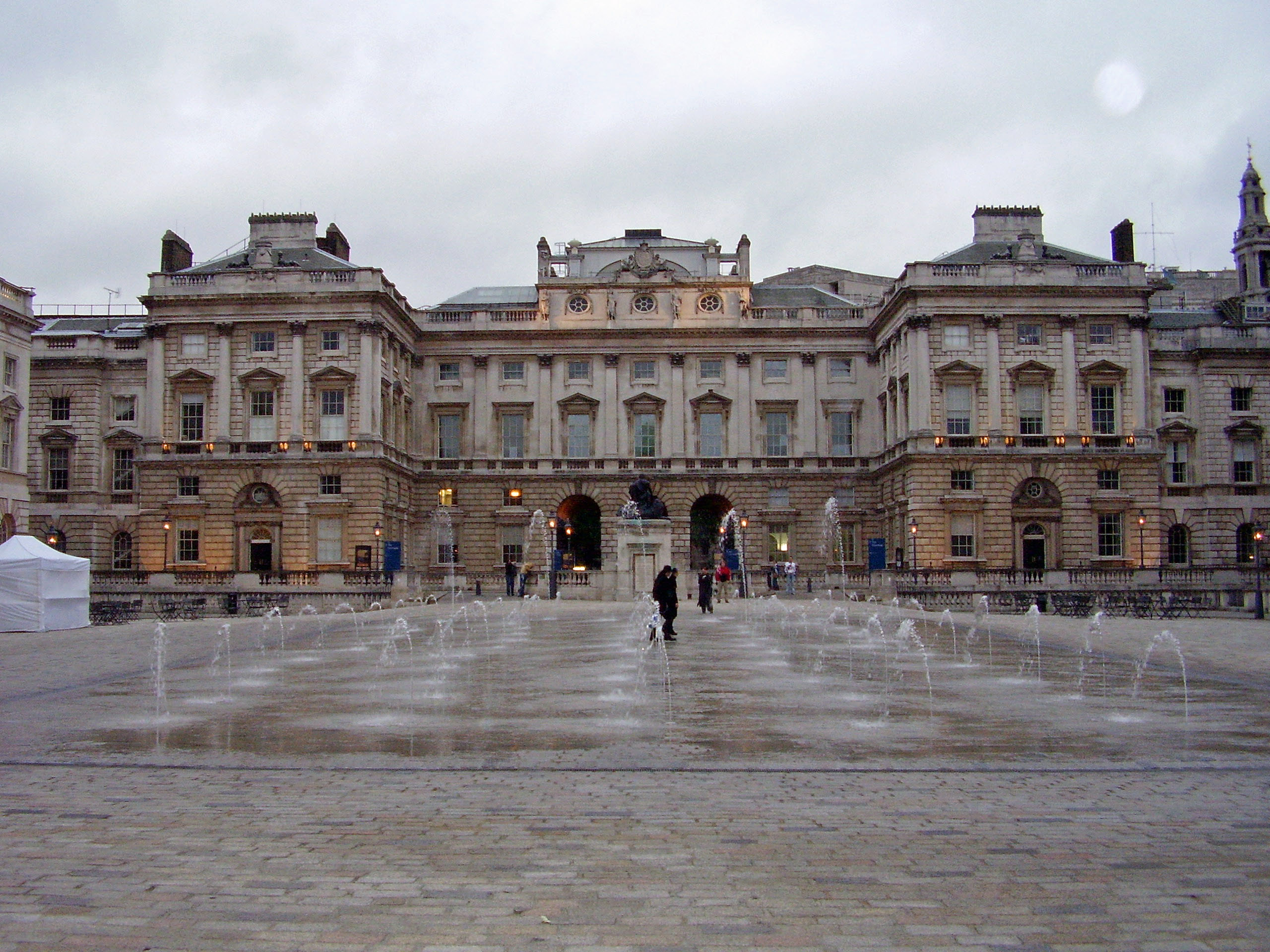
Institut Courtauld, Somerset House.

L’Institut Courtauld (Courtauld Institute of Art) est une organisation affiliée à l'Université de Londres et spécialisée dans l'étude de l'histoire de l'art. Il compte parmi les institutions les plus prestigieuses au monde dans cette discipline et est reconnu pour le nombre très élevé de directeurs de grands musées issus de son petit corps d'anciens élèves.

## Description
Fondé en 1932 par l'industriel et collectionneur d'art Samuel Courtauld, reconnu pour son excellence académique et de recherche, l'Institut Courtauld a formé de nombreux experts du monde de l'art, dont notamment les directeurs du Metropolitan Museum of Art, du Victoria and Albert Museum, de la National Gallery et de la Tate. Anthony Blunt en fut le directeur. En collaboration avec l'institut Warburg, l'institut publie chaque année The Journal of the Warburg and Courtauld Institutes, document d'environ 300 pages.
L'institut fut tout d'abord installé au 20 Portman Square, demeure de Samuel Courtauld, en mémoire de son épouse Elisabeth, après sa mort en 1931. Depuis 1989, il a emménagé dans la partie nord de Somerset House, où il a été réuni avec la Courtauld Gallery.
C'est Arthur Lee qui conçut l'idée que la Grande-Bretagne devait avoir une institution qui enseigne l'histoire de l'art aux nouvelles générations de conservateurs de musées, critiques et étudiants.

## Collection de la Courtauld Gallery
La galerie de l'Institut a pour fonction d'être un lieu d'étude pour les programmes de l'Institut, mais possède également une série de collections privées de grande importance pour l'histoire des collectionneurs d'art.
C'est une des collections d'art impressionniste les plus importantes du Royaume-Uni :
- Édouard Manet : (1882-1883) : 
  - Un bar aux Folies Bergère, 1882

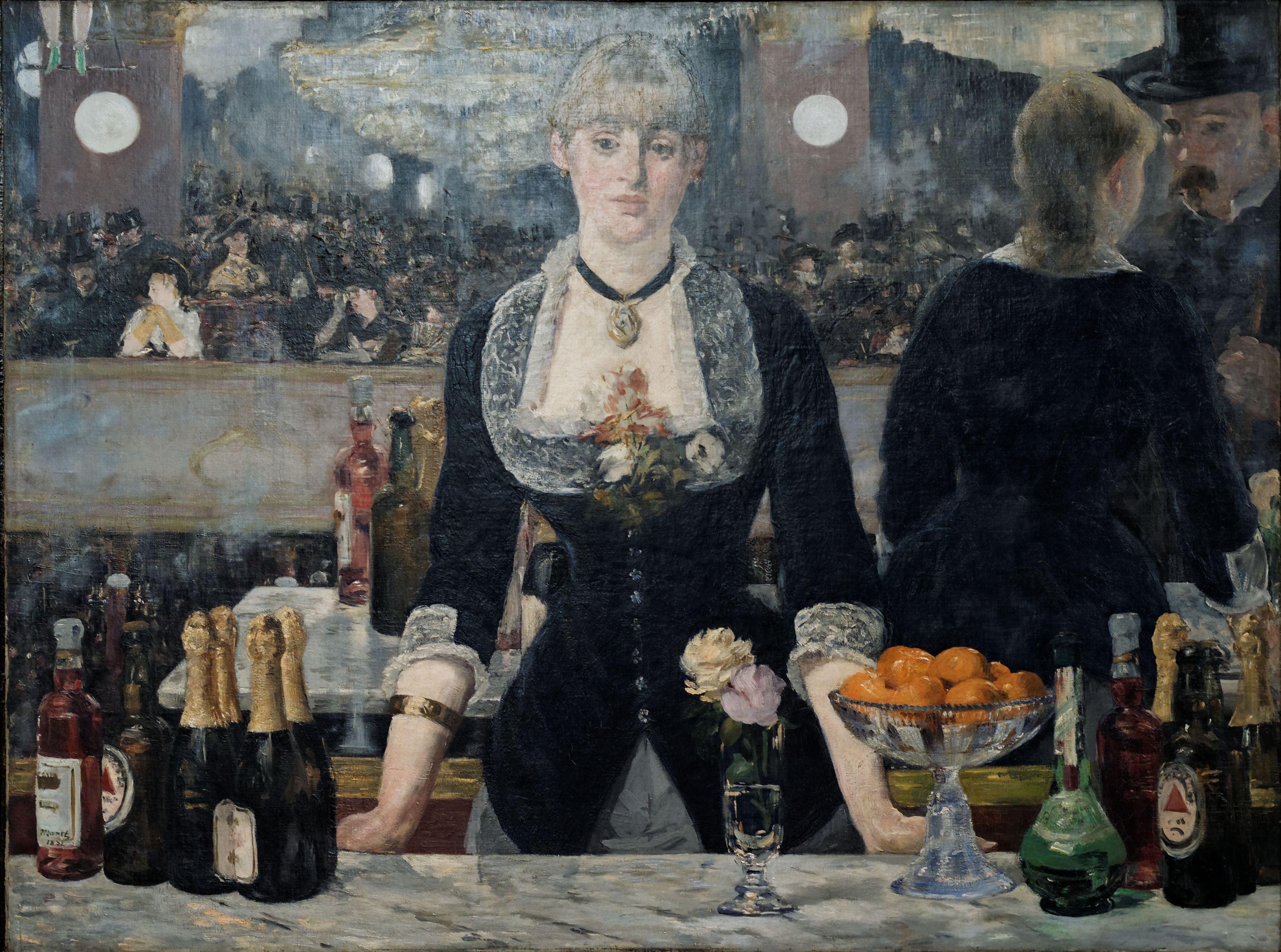
Un bar aux Folies Bergère, 1881
Edouard Manet

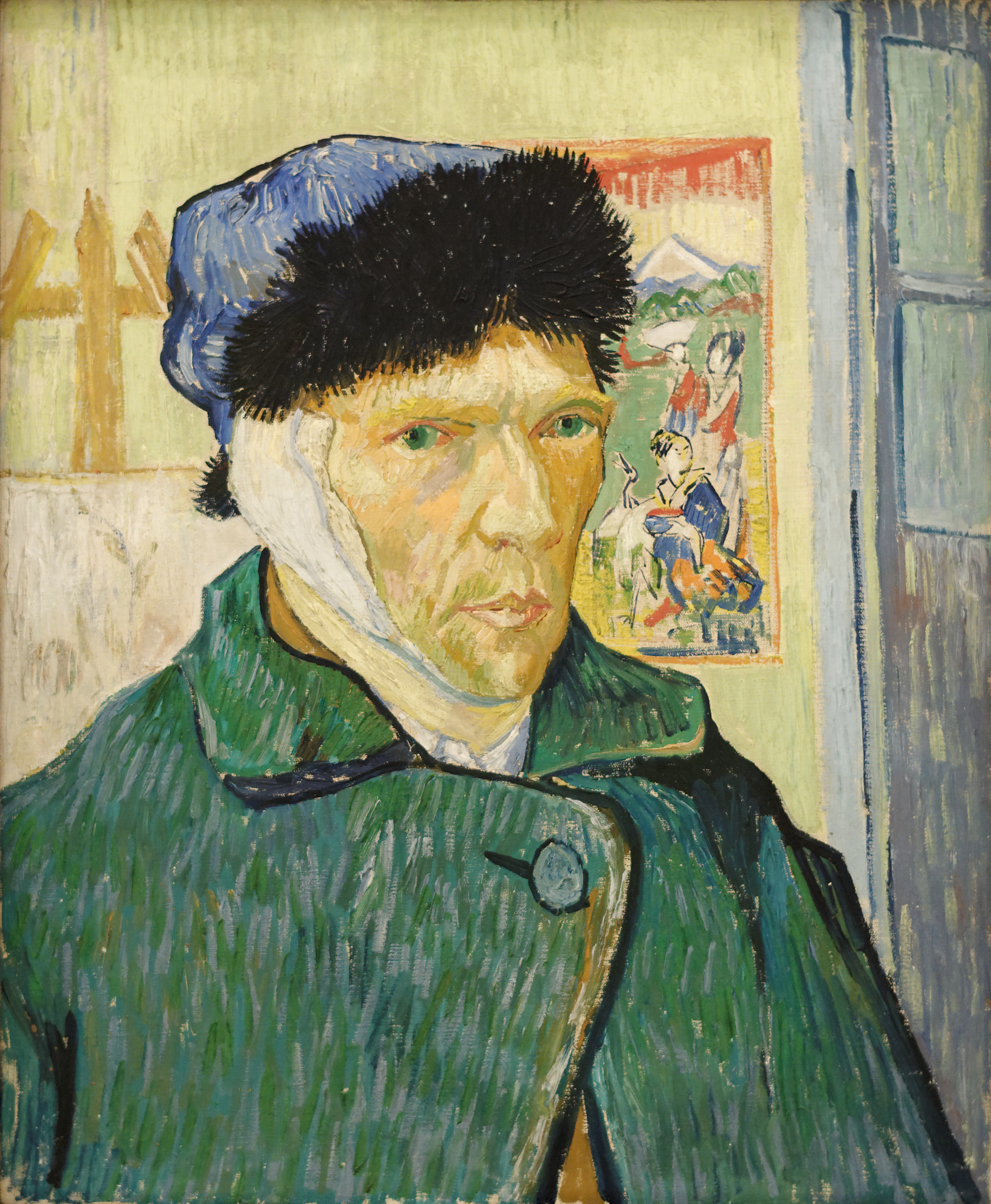
Autoportrait à l'oreille bandée, 1889
Van Gogh

  - Déjeuner sur l'herbe (version réduite), 1867
  - Bords de Seine à Argenteuil, 1874
- Camille Pissarro (1830-1903) : 
  - La Gare de Lordship Lane, Dulwich, 1871
  - Les Quais à Rouen, 1883
- Berthe Morisot (1841-1895) : Portrait de Femme, 1872
- Claude Monet (1840-1926) : 
  - Effets d’Automne à Argenteuil, 1873
  - Vase de fleurs, 1882
  - Antibes, 1888
- Edgar Degas (1834-1917) :
  - Deux danseuses sur scène, 1874
  - Après le bain, femme s’essuyant (Pastel), 1895
- Pierre-Auguste Renoir (1841-1919) : 
  - La Loge, 1874
  - Les Environs de Pont Aven, 1892
  - Portrait d'Ambroise Vollard, 1908
- Alfred Sisley (1839-1899) : 
  - La Neige à Louveciennes, 1874
  - Bateau sur la Seine, 1877
- Georges Seurat (1859-1891) : 
  - Pêcheur dans un bateau amarré, 1882
  - Homme peignant son bateau, 1883
  - Le Pont de Courbevoie, 1887
  - Jeune Femme se poudrant, 1890
  - Étude pour Le Chahut, 1890 [6]
- Paul Cézanne (1830-1903) : 
  - Les joueurs de cartes, 1892 (un des cinq tableaux de Cézanne sur ce thème)
  - L'Homme à la pipe, 1895
  - Grands arbres au jas de Bouffan, 1883
  - La Montagne Sainte-Victoire au grand pin, vers 1887
  - Nature morte avec amour en plâtre, vers 1895
  - Le Lac d’Annecy, 1896
- Paul Gauguin (1848-1903) : 
  - Les Moissonneurs, 1889
  - Te Reriora (Le Rêve), 1897
  - Nevermore (Le Rêve), 1897
- Vincent Van Gogh (1853-1890) : 
  - Autoportrait à l’oreille bandée, 1889
  - La Crau à Arles : pêchers en fleurs ou Les Haies, 1889
- Henri Rousseau dit Le Douanier (1844-1910) : 
  - L'Octroi, vers 1890 ;
  - La Grille en fer, 1891
- Henri de Toulouse-Lautrec (1864-1901) : 
  - Jane Avril à l'entrée du Moulin Rouge mettant ses gants, 1892
  - Le Salon privé, 1899
- Eugène Boudin (1824-1898) : Deauville, 1893
- Paul Signac (1863-1935) : Saint-Tropez, 1893
- Kees van Dongen (1877-1968) : Le Violoncelliste au Moulin de la galette, 1905[7]
- Vanessa Bell (1879-1961) : Une Conversation, 1916
- Amedeo Modigliani (1884-1920) : Nu assis, 1916

On y trouve également :

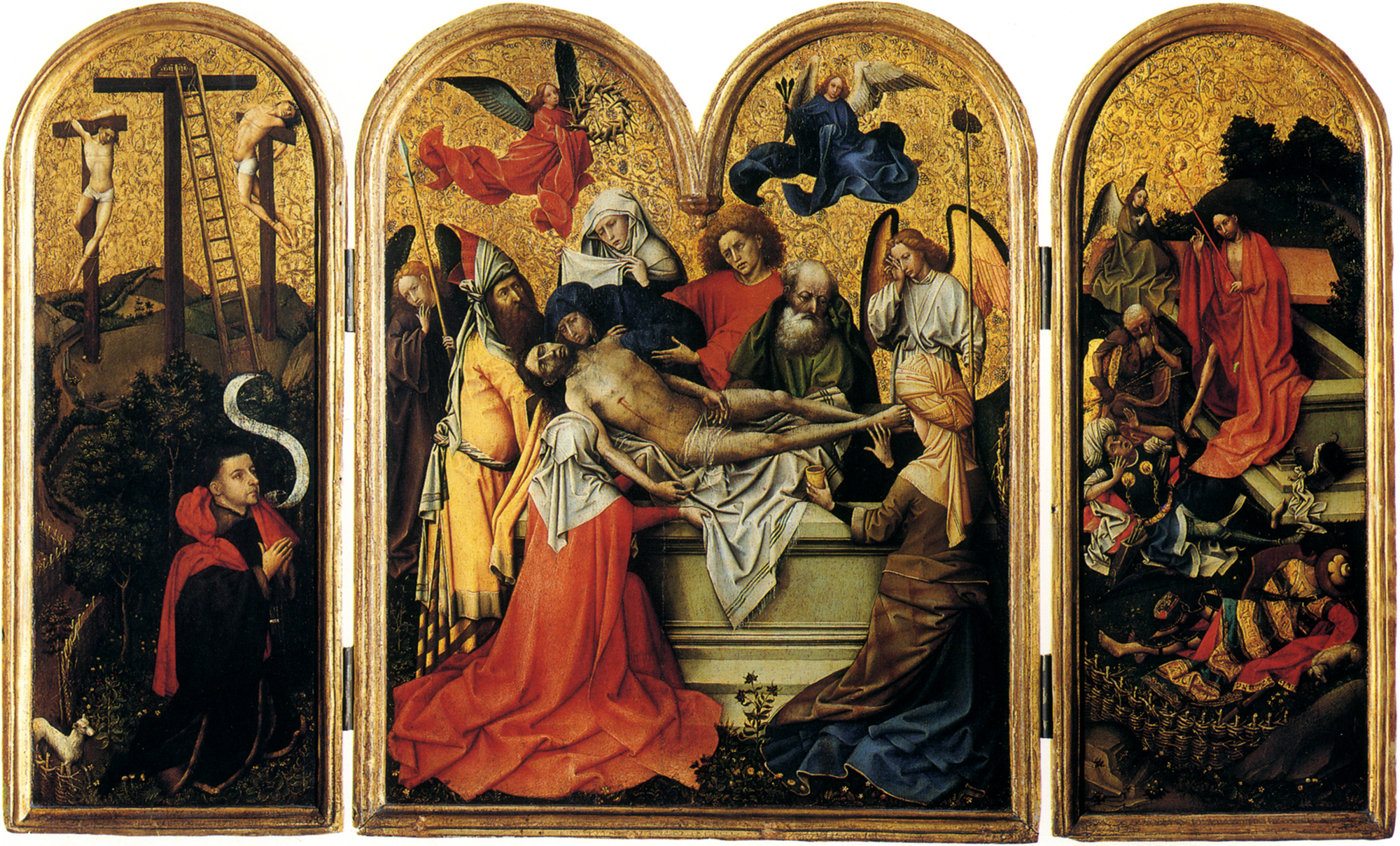
Triptyque Seilern, Mise au tombeau, 1410-1420
Robert Campin

- Bernardo Daddi (1280-1348) : Triptyque de la Crucifixion, 1338[8]
- Lorenzo Monaco (1370-1425) : Le Couronnement de la Vierge, 1395 (peintre italien de style gothique international)
- Robert Campin : Triptyque Seilern, 1420[9]
- Rogier Van Der Weyden (1399-1464) : Portrait d’un homme tenant un livre ouvert, 1437[9]
- Botticelli (1444-1510): Pala delle Convertite ou la SainteTrinité avec Marie Madeleine et Saint Jean le Baptiste, l'Archange Raphaël et Tobias, 1494
- Giovanni Bellini (1430-1516) : L'Assassinat de Saint Pierre Martyr, 1509
- Quentin Metsys (1466-1530) : La Madone debout avec l'Enfant et des anges
- Mariotto Albertinelli (1474-1515) : La Création, 1515
- Lucas Cranach l'Ancien (1472-1553) : Adam et Ève, 1526, provient de la collection Edward Warren
- Le Parmesan (1503-1540) : Vierge à l’Enfant, 1527[8]
- Hans Eworth (1510-1573) : Portrait allégorique de Sir John Luttrell, 1550
- Pieter Brueghel l'Ancien (1525-1569) : Paysage avec la Fuite en Égypte, 1563 et Le Christ et la femme adultère, 1565
- Le Tintoret  (1518-1594) : L'Adoration des Bergers
- Véronèse (1528-1588) : Le Baptême du Christ, 1588
- Rubens (1577-1640) : Caïn massacrant Abel, 1609 ; Descente de croix, 1611,  La Famille de Jan Bruegel, 1615[8] ; Paysage au clair de lune, 1638 et La Mort d'Achille, 1640
- Antoine van Dyck (1599-1641) : L'Adoration des Bergers, 1618
- Domenico Fetti (1589-1623) : Adam et Eve au travail, 1620
- Pierre de Cortone (1597-1669) : La Foi, l'Espoir et la Charité, 1640
- Peter Lely (1618-1680) : Le Concert, 1640
- William Dobson (1611-1646) : Portrait d'un vieil homme et d'un jeune homme, 1642
- Claude Gellée dit Le Lorrain (1600-1682) : Paysage avec une vue imaginaire de Tivoli, 1642
- Giambattista Tiepolo (1696-1770) : Allégorie du pouvoir et de l'éloquence, 1725 ; St Aloysius Gonzaga en gloire, 1726 ; Les Stigmates de St François, 1767 et La Vision du saint sacrement de saint Pascal Baylon, 1767
- Canaletto (1697-1768) : Vue des tours du pont de Londres à partir de jardin de Somerset (encre et crayon)
- George Romney (1734-1802) : Portrait de Georgiana, Lady Greville, 1771
- Thomas Gainsborough (1727-1788) : Portrait de Mrs Gainsborough, 1779
- Edward Dayes : Somerset House vue de la Tamise (aquarelle), 1788
- Francisco José Goya (1746-1828) : Portrait de Don Francisco de Saavedra, 1798
- Sir Henry Raeburn (1756-1823) : Portrait de Mrs Malcolm, 1802
- Francis Towne (1740-1816) : Near Devil's Bridge, Central Wales (aquarelle), 1815
- Joseph Mallord William Turner (1775-1851) : The Crook of Lune, looking towards Hornby Castle, 1818

## Galerie

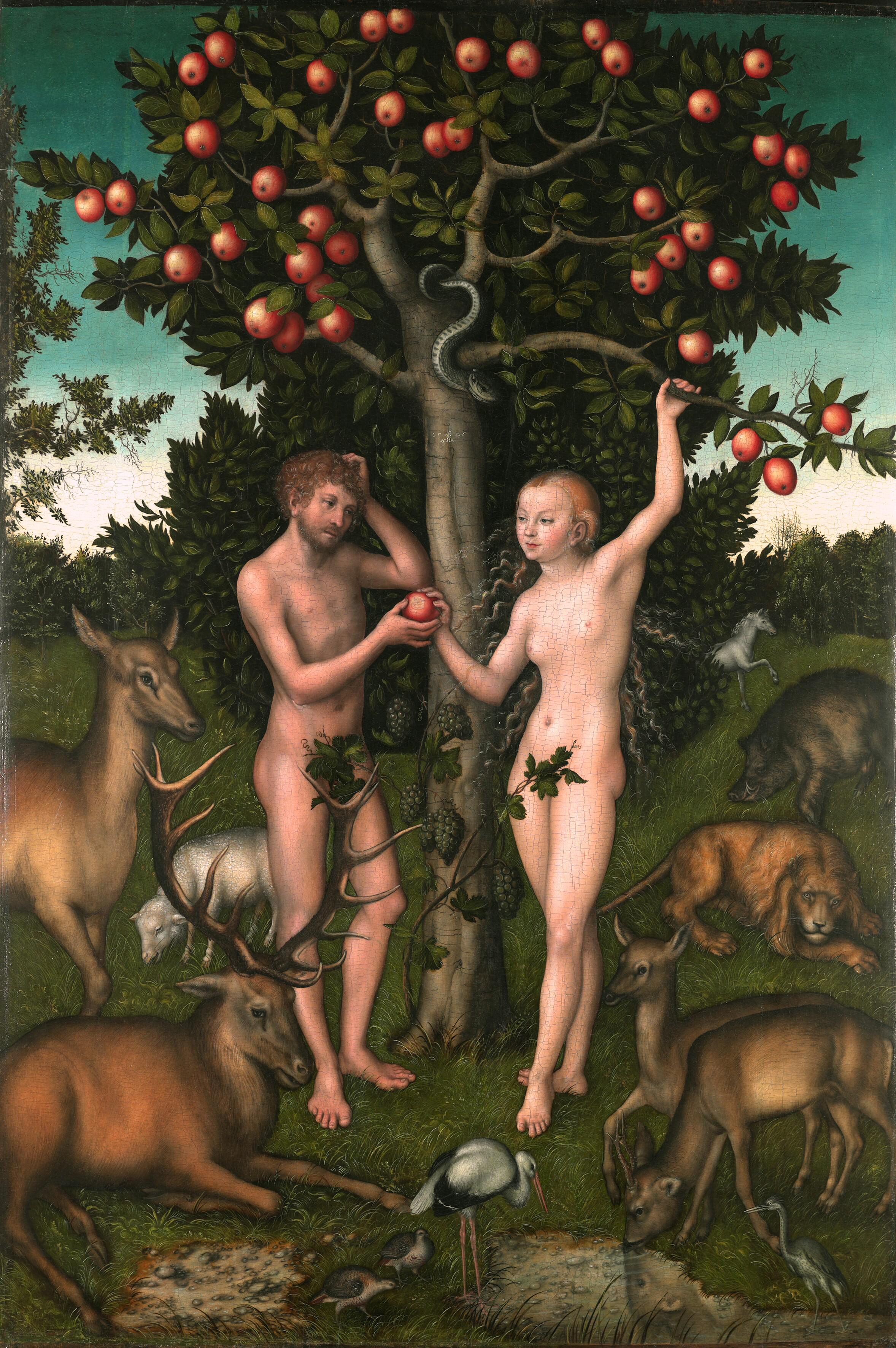
Adam et Ève, Lucas Cranach l'Ancien
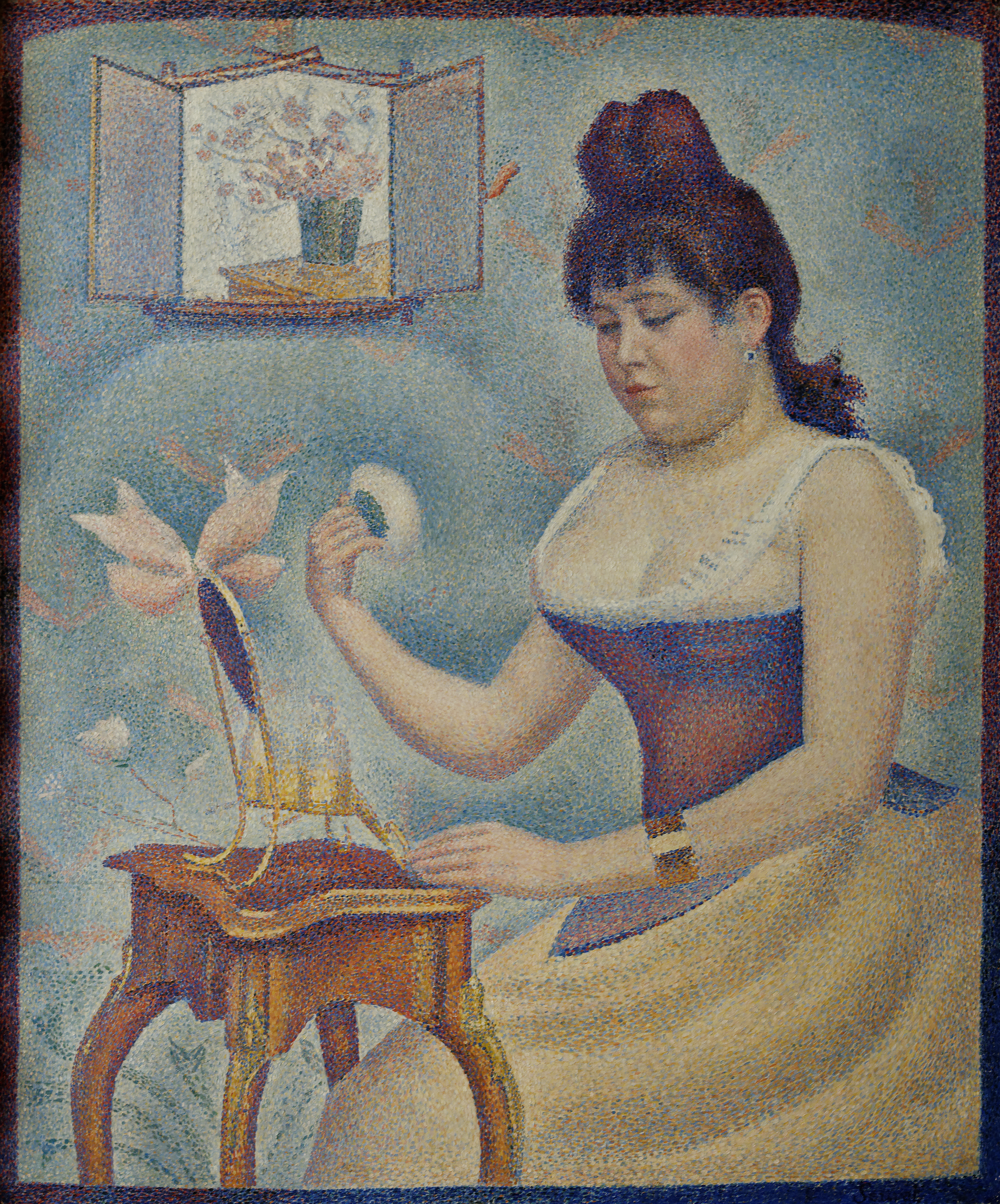
Jeune femme se poudrant, Georges Seurat
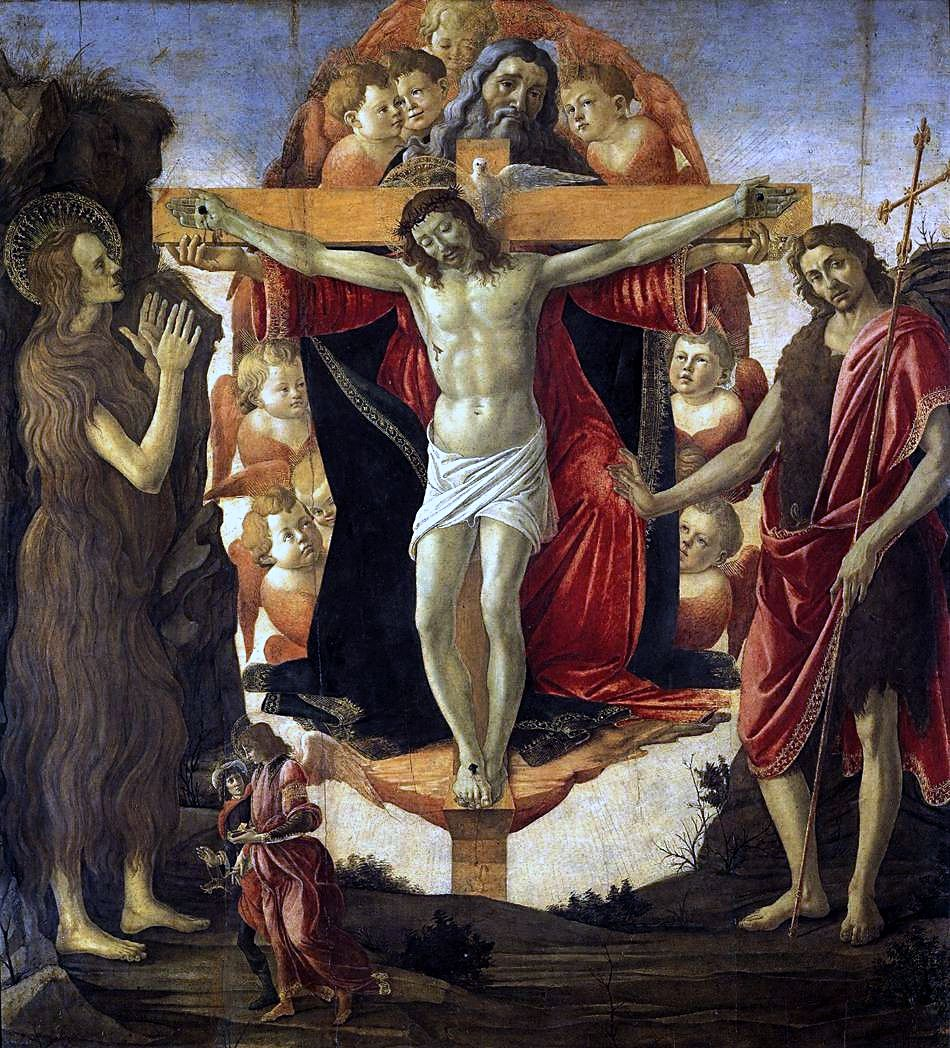
Pala delle Convertite, ou Sainte Trinité, Sandro Botticelli
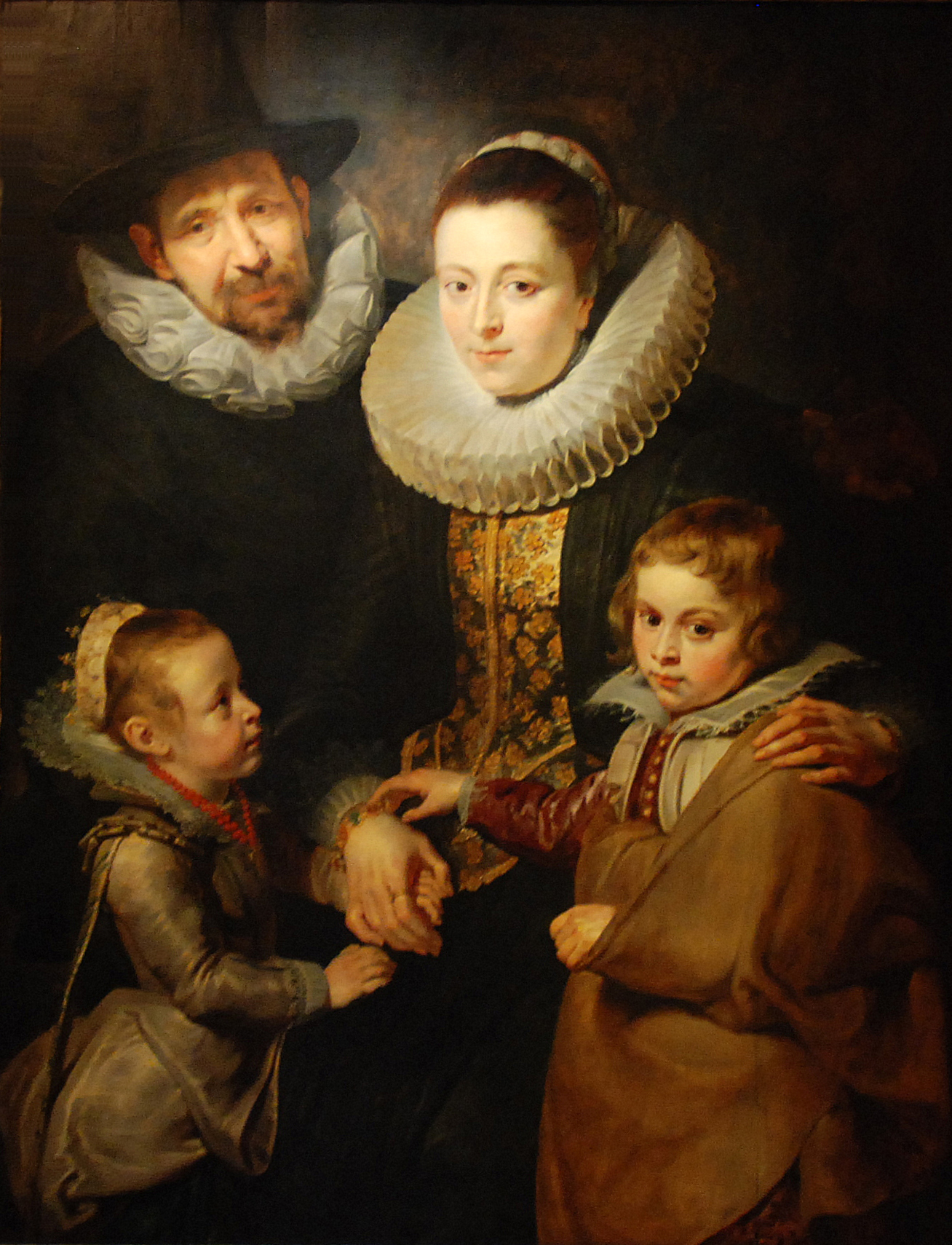
Famille de Jan Brueghel l'Ancien, Pierre Paul Rubens
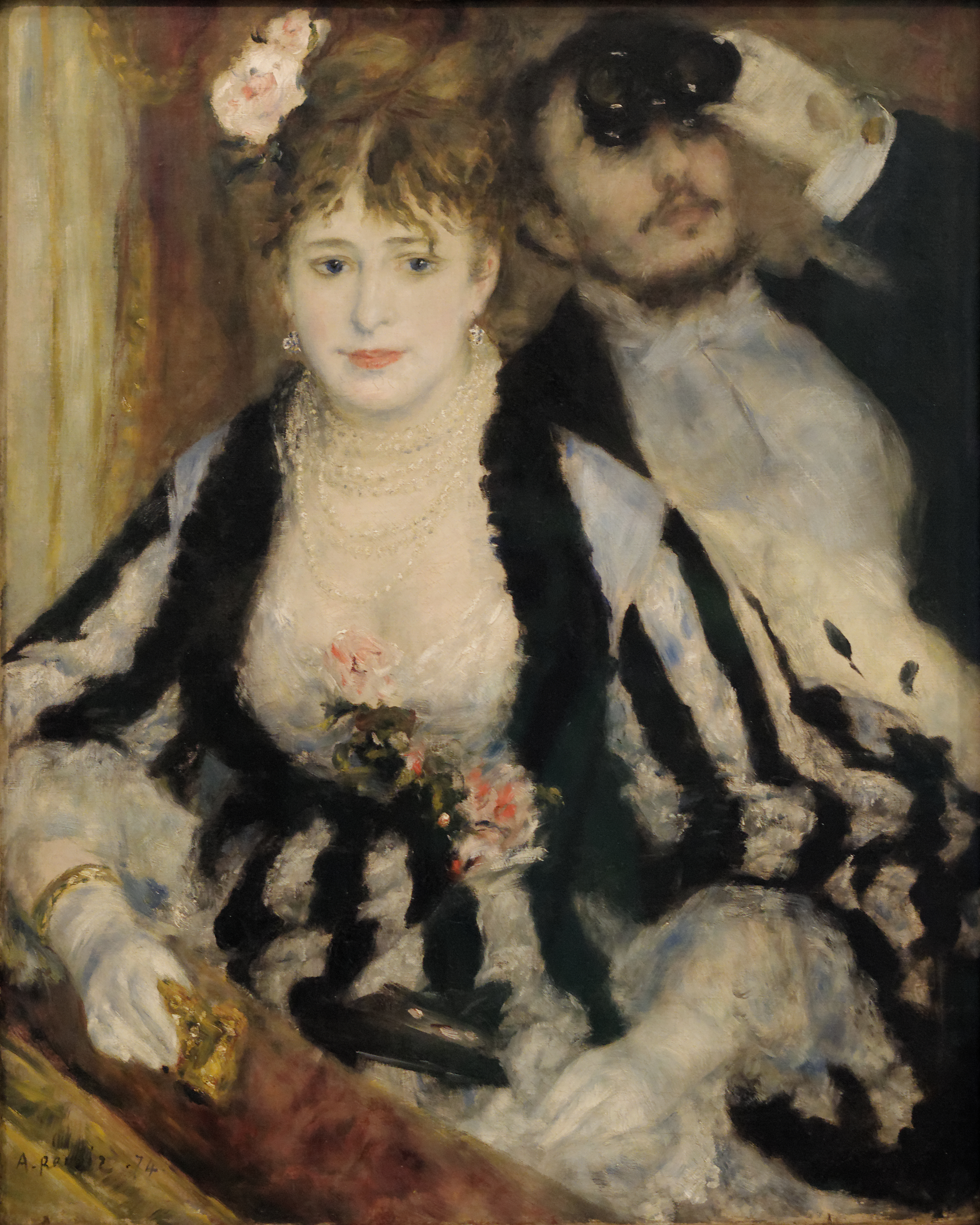
La Loge, Auguste Renoir

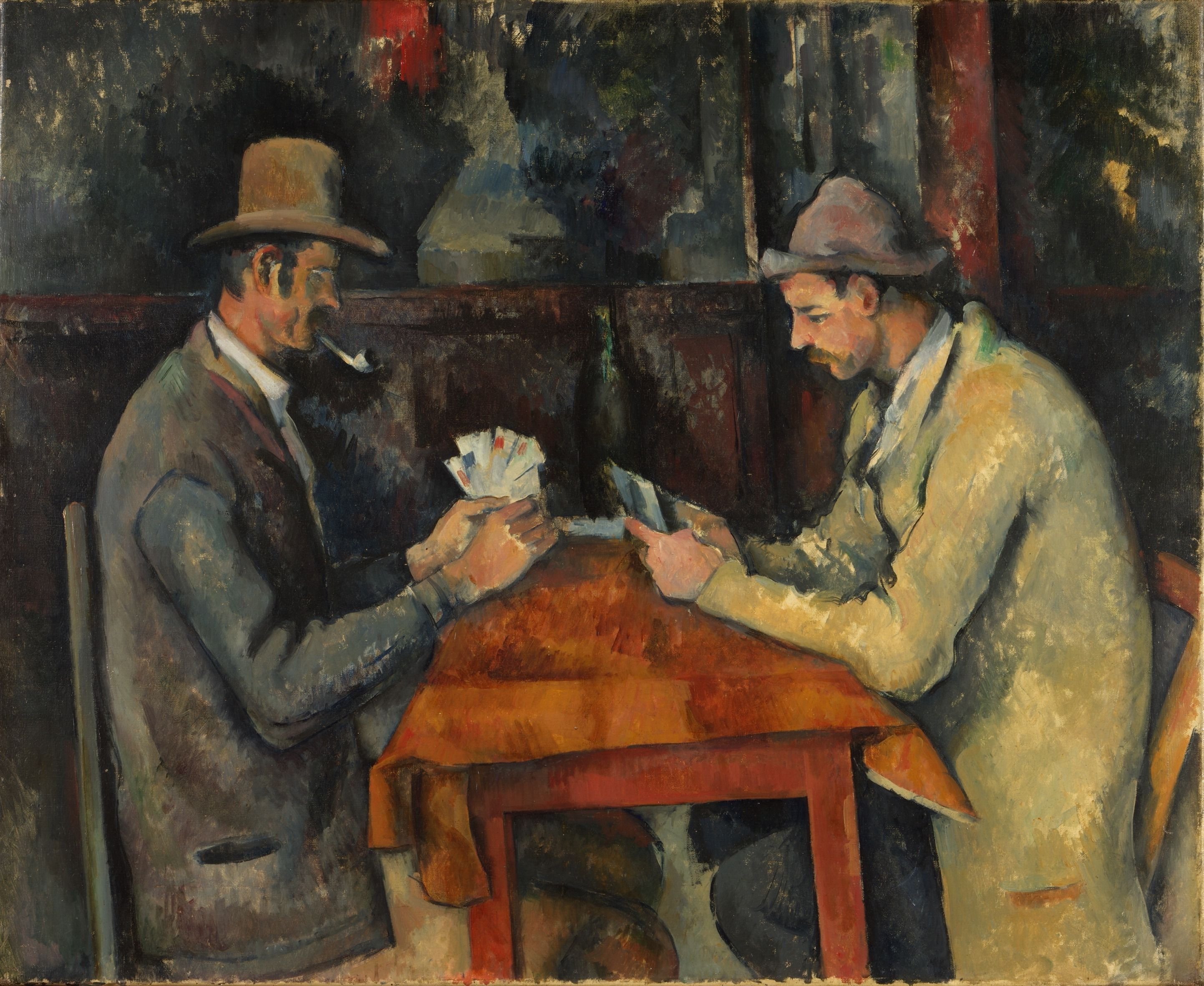
Joueurs de cartes, Paul Cézanne
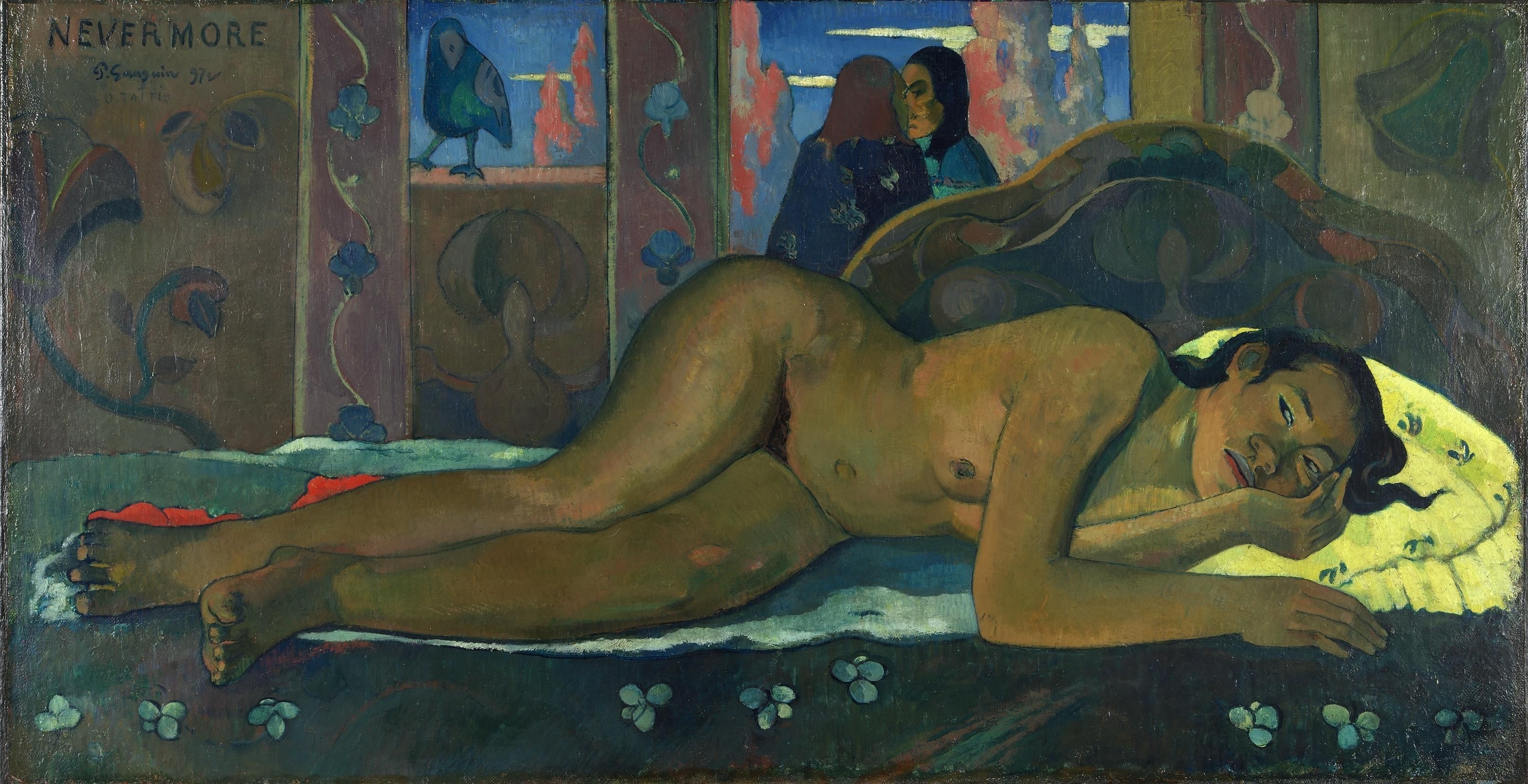
Maipiu, Paul Gauguin
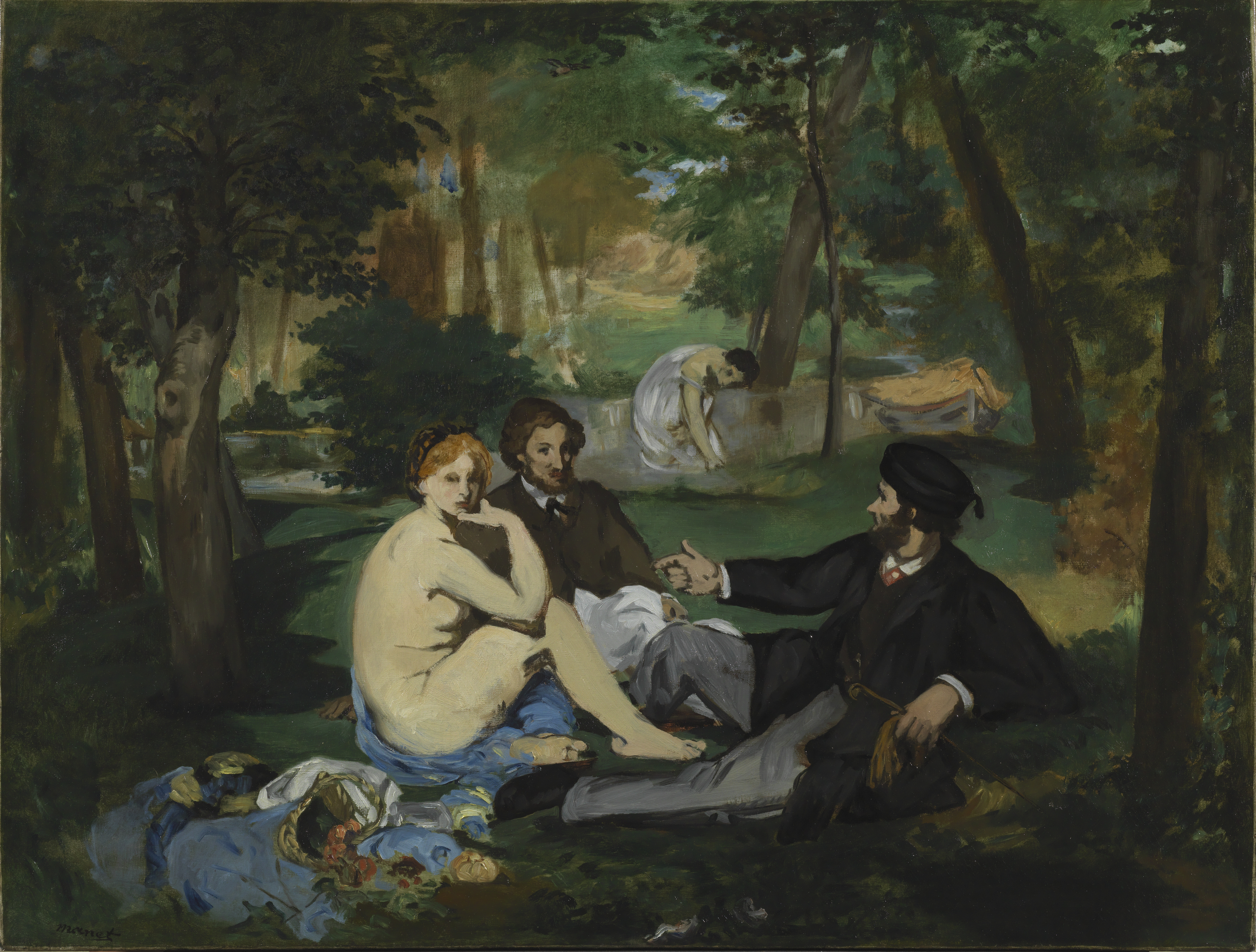
Déjeuner sur l'herbe, Édouard Manet
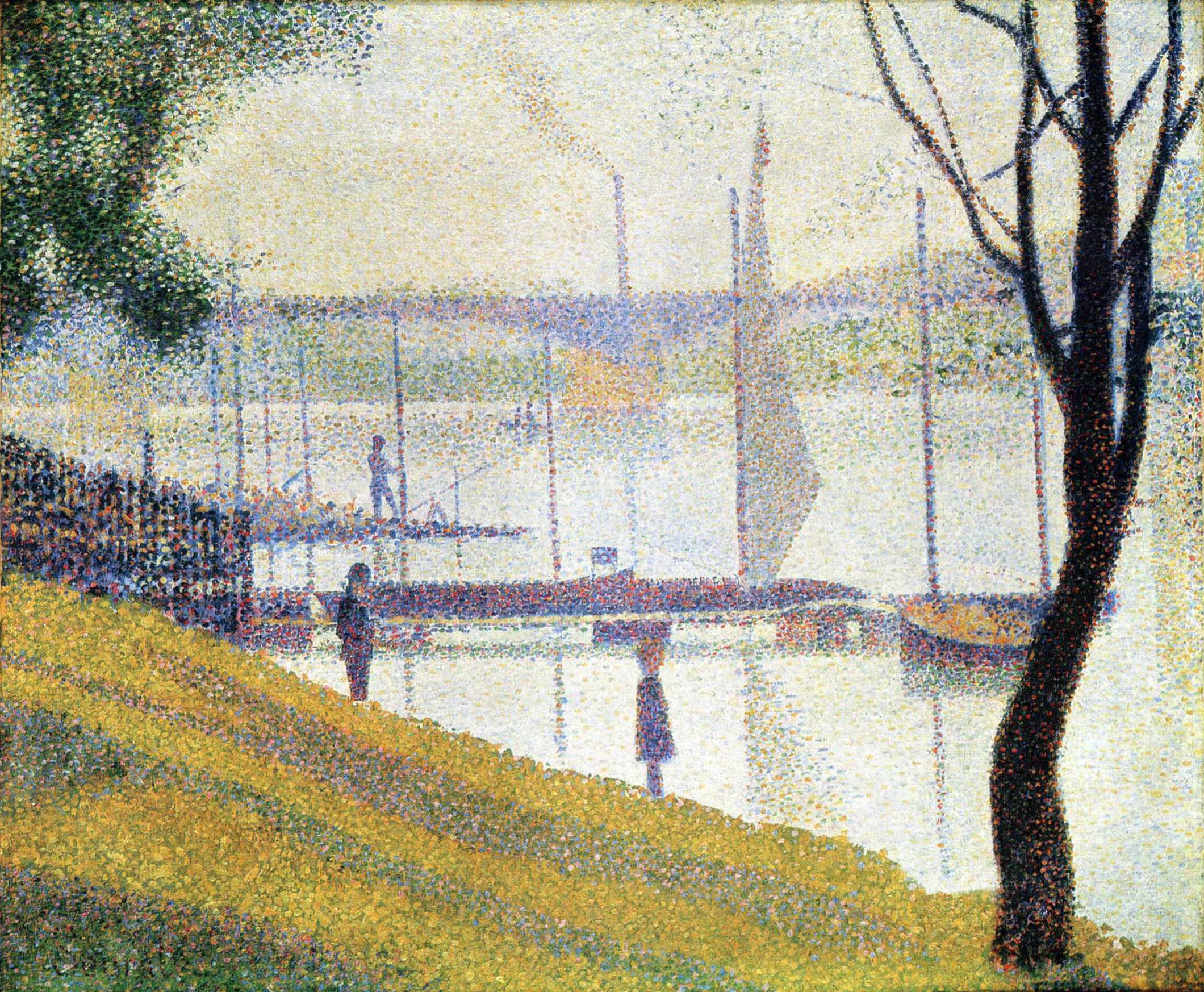
Le Pont de Courbevoie, Georges Seurat